# تشاغ ملك غوجوسون
الملك تشاغ  هو ثامن ملوك غجا جوسون. حكم خلال الفترة الممتدة من 957 ق. م حتى 943 ق. م. اسمه الحقيقي تشاغ (بالهانغل: 착، بالهانجا: 捉). وخلفه على سدة الحكم جو ملك غوجوسون (Jo Wang).